# Gujuk
Gujuk ali Kujuk (mongolsko Гүюг хаан, Güyug khaan, srednjemongolsko   Güyüg qaγan)  je bil sin kana Ogedeja, Džingiskanov vnuk in od leta 1246 so 1248 tretji veliki kan Mongolskega cesarstva, * okoli 19. marca 1206, † 20. april 1248.

## Videz
Po mnenju Giovannija da Pian del Carpina  je bil Güyük "srednje postave, zelo razumen  in izjemno preudaren  ter resen in umirjen v svojih manirah".

## Mladost
Gujuk  se je vojaško izpopolnjeval in služil kot častnik pri svojem starem očetu  Džingiskanu in po njegovi smrti leta 1227  pri svojem očetu Ogedeju. Poročil se je z Ogul Kaimiš iz merkitskega klana. Leta 1233 je s svojim bratrancem Alčidajem in generalom Tanghudom v nekaj mesesev osvojil kratkoživo kraljestvo Dongsia. Po smrti strica Toluja je Ogedej predlagal Tolujevi vdovi Sorgaktani, naj se poroči z njegovim sinom Gujukom. Sorgaktani je poroko odklonila, ker mora skrbeti predvsem za svoje sinove. 
Gujuk se je skupaj z drugimi mongolskimi princi udeležil pohoda na Rusijo in Srednjo Evropo v letih 1236–1241. Med udeleženci sta bila tudi bratranec Batu in polbrat Kadan.  Gujuk je s svojimi oddelki sodeloval v obleganju Rjazana in dolgotrajnem obleganju alanske prestolnice Magas. Na pohodu se je stalno prepiral z Batujem in mu na zmagoslavnem banketu očital, da je "stara baba z drhtečim glasom". Gujuk in Čagatajev vnuk Buri sta besna in preklinjajoča odvihrala z banketa. Ko je za Gujukovo izjavo izvedel veliki kan, sta bila oba poklicana  v Mongolijo. Ogedej ju sprva ni hotel sprejeti in grozil, da bo dal Gujuka usmrtiti. Nazadnje ga je samo ostro oštel zaradi spora v družini in trpinčenja vojakov in ga poslal nazaj v Evropo.
Ogedej je po njegovem odhodu leta 1241 umrl. Oblast je prevzela njegova vdova Toregene, ki je izkoristila ves svoj vpliv in moč v zagovor svojega sina Gujuka in leta 1246  dosegla njegovo izvolitev za velikega kana. Ko je Džingiskanov najmlajši brat Temuge Toregeni zagrozil, da bo sam prevzel oblast, se je Gujuk takoj vrnil v Mongolijo da bi zavaroval svoj položaj.

## Ustoličenje (1246)
Gujukovemu ustoličenju 24. avgusta 1246 v bližini mongolske prestolnice Karakorum je prisostvovalo veliko tujih ambasadorjev: frančiškanski menih  Ivan Plano Carpini in Benedikt Poljski kot odposlanca papeža Inocenca IV., veliki vladimirski knez Jaroslav II., predstavniki gruzinskega dvora, brat armenskega kralja in zgodovinar Sempad Sparapet, bodoči seldžuški sultan sultanata Rum Kilič Arslan IV., ambasadorji abasidskega kalifa Al-Mustasima in Ala ud din Masud iz Delhijskega sultanata. Po pisanju Ivana Plano Carpinija je Gujukova uradnja izvolitev potekala v taboru Sir Orda (Rumeni paviljon) v prisotnosti 3.000-4.000 obiskovalcev iz cele Azije in vzhodne Evrope, ki so novega kana počastili in obdarili.  Ustoličenje je potekalo v drugem taboru v bližini Zlatega paviljona. Po ustoličenju so bili odposlanci predstavljeni novemu kanu. 
Ko je papežev odposlanec Ivan Plano Carpini protestiral zaradi napadov Mongolov na evropska krščanska kraljestva, mu je kan odvrnil, da so njegovi soverniki med Džingiskanovim in Ogedejevim vladanjem poklali njune odposlance in poudaril svojo ideologijo o osvojitvi celega sveta. Papežu Inocencu IV. je poslal pismo o povezavi med Cerkvijo in Mongoli, v katerem je zahteval njegovo poslušnost, sicer ga bo štel za svojega sovražnika.
Po izvolitvi so se odnosi med Gujukom in Toregene kjub njenim zaslugam zelo poslabšali.  Njeno varovanko Fatimo je obtožil, da je začarala Gujukovega  brata Kudena,  jo aretiral, mučil in usmrtil. Abd-ur-Rahmana je obtožil za korupcijo in ga obglavil. Od podeželskih uradnikov, ki jih je imenovala Toregene, je ostal samo oiratski uradnik Argun Aka. Toregene sama je naredila samomor, morda na Gujukov ukaz. Orda kan in Mongke, ki sta preiskovala Gujukov in Temugejev primer, sta bila usmrčena. Mladoletnega kana Kara Huleguja iz Čagatajskega kanata je zamenjal s svojim izbrancem, bratrancem Jesu Mongkejem. Na prejšnje položaje v provincah je vrnil očetove uradnike Mahmuda Jalavača, Basud Bega in Činkaja.

## Vladanje (246–1248)
Gujuk je razveljavil več nepriljubljenih odlokov svoje matere regentke in postal presenetljivo sposoben kan.  Eldžigideja v Perziji je pooblastil za pripravo na napad na Bagdad in Ismailisa za nadaljevanje vojne proti dinastiji Song. Njegov položaj je bil kljub temu negotov, ker je zaradi obtožb za izdajo in usmrtitev svojih nasprotnikov izgubil zaupanje podložnikov. Seldžuški princi so se neprestano spopadali za prestol Sultanata Rum. Podobni spopadi so se dogajali tudi v Gruziji, in Kilikijski Armeniji. Gujuk je zahteval popolno pokorščino Abasidov in Ismailisa in obtožil Bajdžuja, da je sprožil upor v Abasidskem kalifatu.
Ukazal je popis prebivalstva v celem cesarstvu. Leta 1246 je z odlokom predpisal davek na celotno premoženje v višini 1/30 – 1/10 vrednosti, v Gruziji in Armeniji pa je za vse moške predpisal ogromno glavarino v višini 60 srebrnih drahem. Položaj velikega darugačija, pristojnega za pobiranje davkov, je ločil od položaja glavnega pisarja in zase vzel polovico očetovega kešiga. Pod njegovo vladavino so ujgurski uradniki povečali svojo prevlado in odrinili na stran severne Kitajce in muslimane. Gujuk je bil strog in inteligenten vladar, čeprav je bil precej zlovoljen in bolehen. Njegovo zdravje je še poslabšalo pretirano popivanje.
Julija 1247 je poslal Amukana v Korejo z zahtevo, da korejski kralj Gojong preseli svojo prestolnico z otoka Kangva v Songdo. Ker je kralj zahtevo zavrnil, je mongolska vojska do leta 1250 pustošila po Korejskem polotoku.
Četudi Batu ni podprl Gujukove izvolitve, je kot tradicionalist spoštoval velikega kana in po očetovi smrti leta 1247 poslal v Karakorum v Mongoliji Andreja in Aleksandra Nevskega. Gujuk je Andreja imenoval za velikega kneza Vladimir Suzdala, Aleksandra pa za kijevskega kneza. Leta 1248 je Batuju ukazal, naj pride v Mongolijo, verjetno zato, da bi ga aretiral. Batu je odšel na pot v spremstvu velike vojske in bil opozorjen, da gre morda za past. 
Do srečanja kanov ni prišlo, ker je Gujuk na poti umrl. Morda je bil zastrupljen, nekaj sodobnih zgodovinarjev pa domneva, da je umrl zaradi slabega zdravja. Viljem  Rubruški trdi, da je bil ubit v srditem spopadu s Šibanom. Oblast v cesarstvu je kot regentka prevzela Gujukova vdova Ogul Kaimiš, ki oblasti ni uspela obdržati v svoji rodbini. Gujuka je leta 1251 nasledil Mongke.

## Zapuščina
Džingiskanovi sinovi in vnuki so bili prekomerni pivci. Džingiskan, ki ni bil alkoholik, je o tem menil, da ni mogoče pričakovati, da se moški ne bi kdaj napil.
Gujukova smrt je močno vplivala na zgodovino. Gujuk je nameraval mongolsko oblast razširiti na Evropo, zaradi njegove prezgodnje smrti in mongolske družinske politike pa so se mongolski interesi usmerili proti južni Kitajski, ki je pod Kublajkanom prišla pod mongolsko oblast. 
Gujukovo vladanje je pokazalo, da je bil razcep med Batujevo linijo Džočijevih naslednikov in drugim delom družine usoden za enotnost Mongolskega cesarstva. Gujukovo vdovo Ogul Kaimiš, ki jo je Mongke imel za izjemno podlo, so po Batujevem in Mongkejevem družinskem udaru usmrtili. 
Ko je Kublaj leta 1271 ustanovil Dinastijo Juan, je Gujuka kot Dingzonga (kitajsko 定宗) uvrstil na uraden seznam mongolskih kanov.

## Otroci
Gujuk in Ogul Kaimiš sta imela več otrok, med njimi
- Kodža in
- Nakuja.

Gujuk je z drugo ženo imel sina
- Kokuja.

## Vira
- Jean-Paul Roux. L'Asie Centrale. Pariz, 1997.  ISBN 978-2-213-59894-9.
- Rockhill, William Woodville (1967). The Journey of William of Rubruck to The Eastern Parts of the World, 1253-55, As Narrated by Himself, With Two Accounts of the Earlier Journey of John of Pian de Carpine.

| Gujuk Bordžigini (1206–1634)Rojen: 1206 Umrl: 1248 |                                            |                                   |
| Vladarski nazivi                                   |                                            |                                   |
| Predhodnik: Toregene Hatun (regentka)              | Veliki kan Mongolskega cesarstva 1246–1248 | Naslednik: Ogul Kaimiš (regentka) |